# Pomnik Ofiar Oświęcimskich w Wałbrzychu
Pomnik Ofiar Oświęcimskich w Wałbrzychu znajduje się na cmentarzu parafialnym przy ul. Przemysłowej, po prawej stronie wejścia do kaplicy. 
Na froncie obelisku umieszczony jest napis o treści:
Hołd ofiarom
hitlerowskich obozów śmierci
Rzemiosło Wałbrzycha
Poniżej jeszcze na marmurowym bloku napis:
Prochy pomordowanych w Oświęcimiu
W ostatnich dniach października 1946 delegacja harcerzy z Hufca ZHP Wałbrzych sprowadziła prochy pomordowanych pod ścianą śmierci w Oświęcimiu.
Kierownikiem wyjazdu był sekretarz hufca Leszek Juniszewski.
1 listopada 1946 r. odbyło się nabożeństwo żałobne w Kolegiata Najświętszej Maryi Panny Bolesnej i św. Aniołów Stróżów, w którym uczestniczyło z 18 drużyn męskich i kilka żeńskich działających w Wałbrzychu. 
Następnie urnę z prochami, w asyście sztandaru byłych więźniów obozów koncentracyjnych oraz licznie zgromadzonego społeczeństwa, złożono w grobowcu, przygotowanym przez Alojzego Ciasnochę. 
Na koniec odbyło się przyrzeczenie harcerskie i przemaszerowano pod pomnik wdzięczności przy Alei Wyzwolenia. 
Uroczysty dzień został zakończony odśpiewaniem Roty i hymnu harcerskiego.
Na początku lat 50., po likwidacji ZHP, grobowcem zainteresował się Cech Rzemiosł, który w miejsce skromnego obelisku, zbudował pomnik.
Przez wiele lat pomnikiem opiekował się Hufiec ZHP Wałbrzych i corocznie wystawiał honorową wartę w dniu 1 listopada.